# سلوى سعيد
سلوى سعيد (1354- 1421 هـ / 1935- 2000 م) ممثلة ومنتجة سورية، تزوَّجها الممثل السوري طلحت حمدي، وانفصلا بعد سنوات.

## ولادتها ونشأتها
وُلدت سلوى سعيد في مدينة القامشلي بسورية، يوم الأحد 12 رمضان 1354هـ الموافق 8 ديسمبر 1935م. قيل إنها مسلمة من أصول كردية، وقيل هي عربية من نصارى القامشلي ووالدها اسمه سعيد ساوي. رغبت في دراسة فن التمثيل فمضت إلى مصر ودرست في المعهد العالي للفنون المسرحية بالقاهرة، لكنها لم تتمكن من إكمال الدراسة، ومع ذلك أفادتها السنوات التي درستها بإقامة صلات مع عدد من المخرجين والممثلين والنقاد، مما ساعدها على شق طريقها الفني في مصر.

## عملها الفني
أتقنت سلوى اللهجة المصرية مما ساعدها أكثر على تحقيق نجاح مميَّز في الستينيات في مصر. وكانت بداياتها الفنية في المشاركة في عدد من الأفلام منها «الناس اللي تحت» 1960، و«جوز مراتي» 1961، و«الأشقياء الثلاثة» 1962، و«دنيا البنات» 1962، و«عائلة زيزي» 1962 مع المخرج الكبير فطين عبد الوهاب، وأدَّت فيه دور خطيبة بطل الفلم فؤاد المهندس، و«مطلوب أرملة» 1965 و«الحب الخالد» 1965.
ومع ما حققته من نجاح في مصر آثرت العودة إلى سورية عقب نكسة حَزِيران 1967، وأقامت بدمشق، وتزوَّجها الممثل السوري طلحت حمدي، وانفصلا بعد سنوات. اشتركت في عدد من الأفلام السينمائية والمسلسلات التلفزية، منها مسلسل «مذكِّرات حرامي» 1969، من إخراج علاء الدين كوكش، وهو مأخوذ عن مسلسل إذاعي من تأليف حكمت محسن.
على أن أهمَّ أعمالها في التلفزة مسلسلا «انتقام الزبَّاء» 1974، الذي أدَّت فيه دور الملكة الزَّبَّاء (زنوبيا) التي حكمت تدمر وخاضت حروبًا مع الممالك المجاورة، والمسلسل البدوي «وَضْحا وابن عَجْلان» 1975. وخاضت في مجال الإنتاج فأنتجت ثلاثة أعمال هي: قلوب تحترق، والصف الأخير، وليلى و البراق.
شاركت سلوى في أفلام جريئة تحتوي مشاهد جنسية ساخنة مثل فِلم «المغامرة» مع الممثلة إغراء، وهاني الروماني. وفِلم «الحب الحرام» 1976 مع الممثل أديب قدورة.

## أعمالها

### الأفلام
- 1960: الناس اللي تحت.
- 1962: الأشقياء الثلاثة.
- 1963: عائلة زيزي.
- 1965: مطلوب أرملة.
- 1971: عنتر يغزو الصحراء.[5]
- 1975: الحسناء وقاهر الفضاء.
- 1977: الحب الحرام.
- 1980: حارة العناتر.
- 1984: اتفضلوا ممنوع الدخول.

### المسلسلات التلفزية
- 1969: مذكِّرات حرامي.
- 1974: انتقام الزباء.
- 1974: عواء الذئب، بدور خديجة زوجة أبي عمر (صلاح قصَّاص).
- 1984: عريس الهنا.
- 1977: متعب الشقاوي، بدور جواهر بنت الحميدي.
- 1985: اخو سعدى، بدور سعدى.
- 1996: دواس الليل، بدور فضة.
- 1998: مذكرات عائلة .
- 1998: البحر أيوب.
- 2000: هذا قراري، وهو آخر أعمالها.

## وفاتها
توفيت سلوى سعيد يوم الأحد 7 ربيع الآخر 1421هـ الموافق 9 يوليو 2000م.

## وصلات خارجية
- سلوى سعيد، أول فنانة تلعب دور الملكة زنوبيا في الدارما السورية | رقصة ستي مع سمر كوكش